# The Aftermath (película de 2019)
The Aftermath es una película de drama dirigida por James Kent y escrita por Joe Shrapnel y Anna Waterhouse, basada en la novela del mismo nombre de Rhidian Brook. Es protagonizada por Keira Knightley, Alexander Skarsgård, Jason Clarke y Alexander Scheer. La película se estrenó el 1 de marzo de 2019 en Reino Unido y el 15 de marzo de 2019 en Estados Unidos por Fox Searchlight Pictures.
Fue la primera película de Fox Searchlight Pictures distribuida por Walt Disney Studios Motion Pictures.

## Sinopsis
The Aftermath se desarrolla en la Alemania de la posguerra en 1945. Rachael Morgan llega a las ruinas de Hamburgo en el amargo invierno para reunirse con su esposo Lewis Morgan, un coronel de las Fuerzas Británicas de Alemania encargado de reconstruir la ciudad destrozada y lidiar con las violentas actividades insurgentes de Werwolf, una organización guerrillera nazi datada de los últimos días de la guerra. La pareja, cuya relación es tensa debido a que su hijo Michael fue asesinado durante el Blitz por bombardeos alemanes, se alojará en la casa requisada del arquitecto alemán Stefan Lubert y su hija adolescente Freda Lubert. Lewis decide dejar que Stefan y Freda se queden en la casa del ático, una decisión con la que Rachael inicialmente no está contento debido a su resentimiento hacia los alemanes por la muerte de Michael.
Sin embargo, Rachael se une con Stefan por el dolor compartido: la esposa de Stefan murió en un bombardeo aliado. Rachael y Stefan comienzan a tener una aventura. La situación se complica porque las fuerzas británicas alemanas sospechan que Stefan está involucrado con Werwolf, aunque en realidad es el novio de Freda, Bertie, quien está involucrado. Lewis finalmente se da cuenta de que Rachael y Stefan están teniendo una aventura amorosa cuando se entera de que ella defiende en nombre de Stefan. Cuando Lewis se enfrenta a Rachael, ella le dice que lo dejará para estar con Stefan. Bertie intenta asesinar a Lewis, pero en cambio mata al chofer de Lewis por error. Bertie intenta escapar por el bosque pero queda acorralado en el lago helado. Lewis le apunta pero no dispara, en ese momento llega Frieda y al llamar a Bertie, él se distrae y cae en el hielo, muriendo ahogado, ya que nada puede hacerse para salvarlo. Al regresar a la casa Rachael habla con Stefan y le dice que Lewis ya sabe todo, y acuerdan partir al día siguiente. La mañana antes de partir, Lewis le pregunta a Rachael cómo murió su hijo, y le dice que él nunca quiso alejarse de ella, que lo hizo porque verla y estar cerca de ella le recordaba todo del niño. Aun impresionada por esta declaración, Rachael se va. Ya a punto de subir al tren, cambia de idea y le dice a Stefan que no podrá ir con él, que necesita empezar de cero (pero no con él). Lewis está preparando sus valijas para irse y Rachael regresa, demostrando que está dispuesta a empezar de nuevo y darse una nueva oportunidad con su marido.

## Reparto
- Keira Knightley como Rachael Morgan, la esposa de Lewis.
- Alexander Skarsgård como Stefan Lubert.
- Jason Clarke como el Coronel Lewis Morgan, el esposo de Rachael.
- Martin Compston como Keith Burnham.
- Kate Phillips como Susan Burnham.
- Flora Thiemann como Freda Lubert.
- Jannik Schümann como Albert “Bertie”.
- Fionn O'Shea como el Mayor Barker.
- Pip Torrens como el General Brook.
- Anna Katharina Schimrigk como Heike.
- Alexander Scheer como Siegfried Leitmann.

## Producción
En agosto de 2016, se anunció que Fox Searchlight Pictures adquirió la película, con Alexander Skarsgård y Keira Knightley protagonizándola, y con James Kent, dirigiendo la película desde un guion de Joe Shrapnel y Anna Waterhouse, mientras que Ridley Scott serviría como un productor de la película, a través de Scott Free Productions. Ese mismo mes, Jason Clarke se incorporó al reparto. En febrero de 2017, Fionn O'Shea se unió a la película.
El rodaje comenzó en enero de 2017, en Praga, República checa.

## Recepción
The Aftermath recibió reseñas generalmente mixtas de parte de la crítica y de la audiencia. En el sitio web especializado Rotten Tomatoes, la película posee una aprobación de 27%, basada en 158 reseñas, con una calificación de 5.0/10, y con un consenso crítico que dice: «De buen gusto, The Aftermath vale la pena buscarla solo para los entusiastas del drama de época más apasionados». De parte de la audiencia tiene una aprobación de 50%, basada en más de 250 votos, con una calificación de 3.3/5.
El sitio web Metacritic le dio a la película una puntuación de 43 de 100, basada en 33 reseñas, indicando «reseñas mixtas». En el sitio IMDb los usuarios le asignaron una calificación de 6.3/10, sobre la base de 21 550 votos. En la página web FilmAffinity la cinta tiene una calificación de 5.6/10, basada en 1939 votos.